# Cofradía de Cristo Abrazado a la Cruz y de la Verónica (Zaragoza)

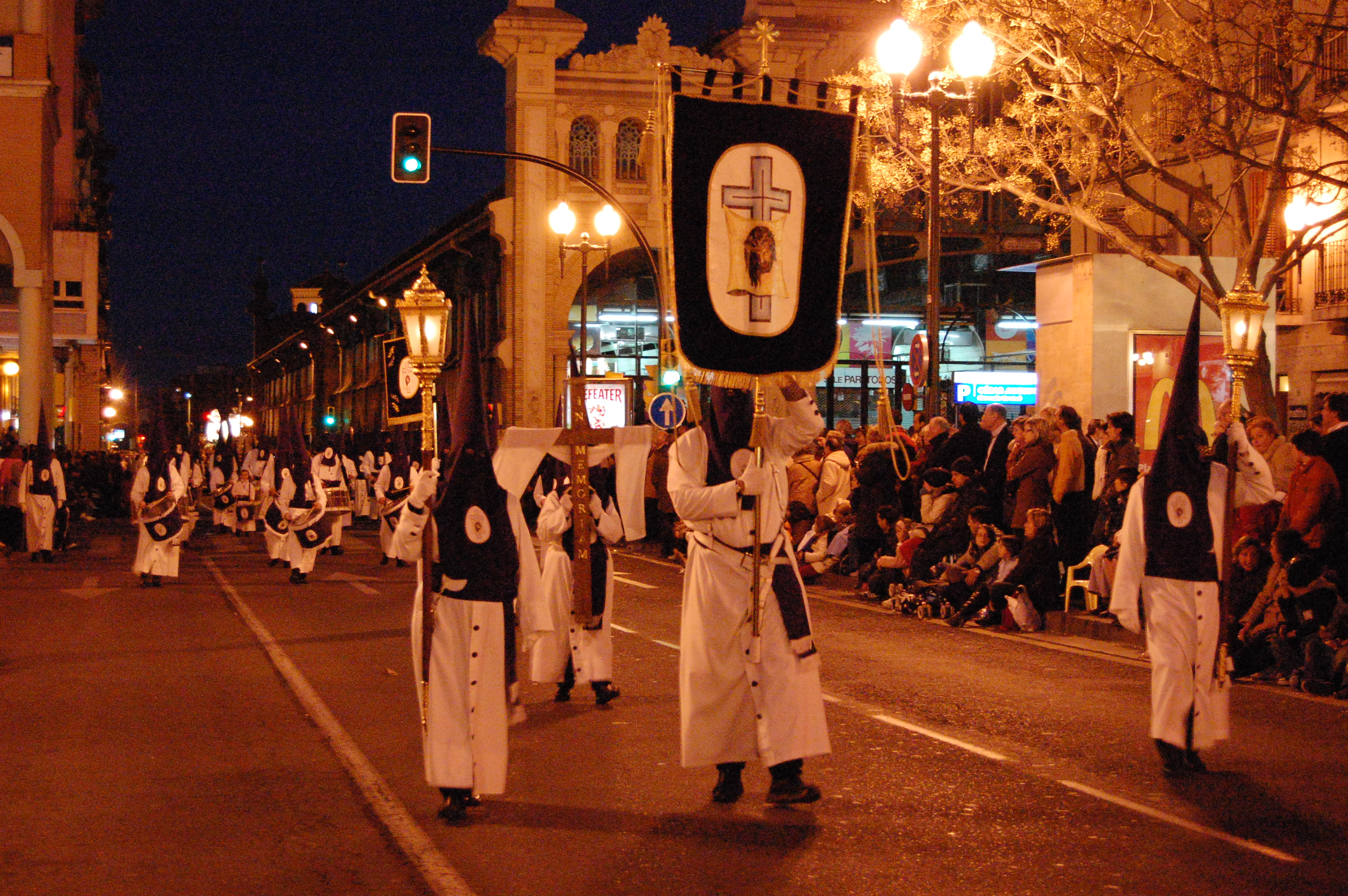
En la procesión del Santo Entierro.

La cofradía de Cristo Abrazado a la Cruz y de la Verónica, fundada en 1992 como cofradía penitencial, es una de las 25 hermandades que forman la Semana Santa de la Inmortal Ciudad de Zaragoza. Fiesta declarada de Interés Turístico Nacional. .

## Datos Principales
Su sede Canónica y social está establecida en la Iglesia parroquial de Ntra. Sra. del Carmen de los PP. Carmelitas.
Su primera procesión, fue el Martes Santo de 1993, portando el Santísimo Cristo de los Sitios, de estilo Renacentista (siglo XVI) y atribuida al gran escultor Damián Forment, imagen que es venerada en la Iglesia parroquial del Carmen, y que se salvó de la destrucción del Convento del Carmen durante los Sitios de Zaragoza, en la Guerra de la Independencia (Luz y Rito de los Sitios de Zaragoza, 2005)
Tipos de miembros:
- Hermanos Fundadores
- Hermanos Numerarios
- Hermanos Bienechores
- Hermanos de Honor
- Hermanos Juveniles

## Pasos

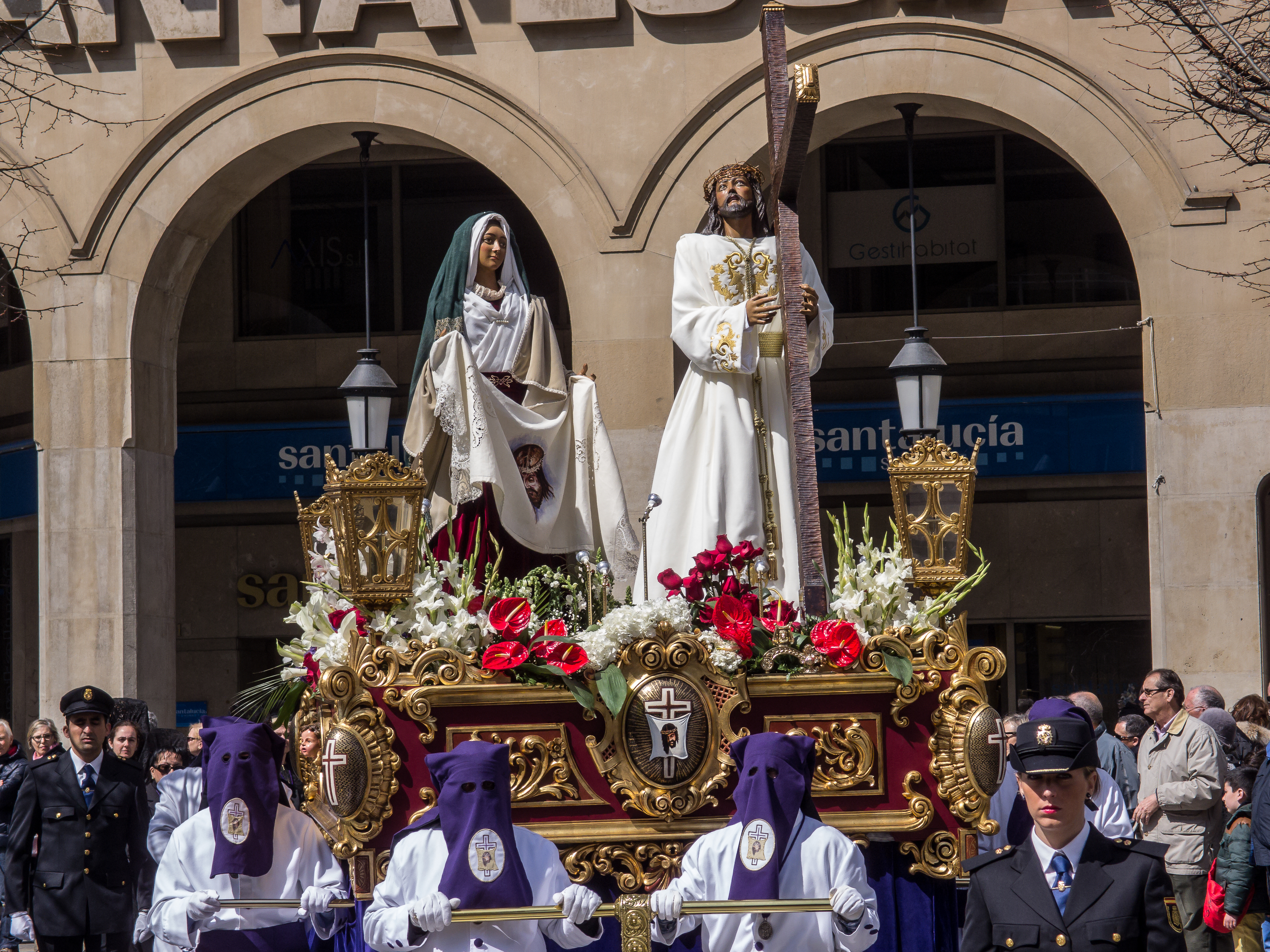
Cristo Abrazado a la Cruz y la Verónica.

La Cofradía de Cristo Abrazado a la Cruz y de la Verónica, porta dos pasos. El Paso de Cristo Abrazado a la Cruz es obra de D. Daniel Clavero, data de 1992, y salió procesionalmente por primera vez, la mañana de Jueves Santo de 1993. En él se plasma la imagen de Jesús abrazado a la Cruz camino del Calvario. Hasta 2022, iba detrás la Verónica contemplando a Cristo y llevando en sus manos el velo con la Santa Faz (Pintura al óleo de D. José Luis Clavero). 
El paso de la Santa Faz o titular de la cofradía, es obra de
D. Víctor Carazo. Las tres primeras imágenes (el Señor de la Santa Faz, la Santa mujer Verónica y un romano) fueron solemnemente bendecidas por D. Carlos Escribano, arzobispo de Zaragoza, en una emotiva celebración en la Parroquia del Carmen, sede de la cofradía. El paso salió por primera vez en la mañana de Jueves Santo de 2023. La greca escultórica del paso, está tallada en madera de lenga, con ricas estofas y policromía en hoja de oro. Fue realizada por D. Daniel Clavero y D. José Luis Clavero, así como los cuatro faroles, durante el año 2006 y principios de 2007.

## Insignias
Abre la procesión, el Estandarte, escoltado por dos artísticos faroles repujados. En el anverso figura el emblema de la Cofradía entre ricos bordados en oro sobre terciopelo morado. Este estandarte vino a sustituir hace unos años, al fundacional de 1992, que presentaba el emblema pintado al óleo y que la Cofradía guarda en sus dependencias. Tras el estandarte, un cofrade porta la imagen de Cristo Crucificado, entre dos faroles. Esta pequeña talla de madera, de autor anónimo, es uno de los pocos recuerdos que quedan del desaparecido Convento del Carmen, derribado en los años 60.  Después abre paso a la Sección de Instrumentos su Banderín. La sección de hachas, va encabezada por el Guion y dos faroles. tras las hachas desfila el Paso, al que le preceden los pebeteros de incienso. Detrás del Paso, procesionan las "Manolas" o hermanas de Mantilla, seguidas por el piquete de honor de cornetas y tambores. Finalmente cierra el cortejo la presidencia. Como curiosidad, hay que destacar que el Paso, va escoltado por los alumnos inspectores de Policía Nacional del centro de formación de Ávila, institución distinguida como Hermana Honoraria de la cofradía.

## Fiestas propias y procesiones
Esta Cofradía celebra tres fiestas importantes a lo largo del año, aparte de la Semana Santa. Una, el 16 de julio, Festividad de la Virgen del Carmen; otra, su fiesta Titular que se celebra el mismo día de su fundación, el 25 de noviembre, y la última es el tercer Domingo de Cuaresma, en la que tiene lugar su capítulo General y la Misa de Bendición de Hábitos. Así mismo, celebran las Fiestas del Pilar y la Navidad. Pero sin duda, sus días más importantes son el Martes Santo, que salen en Vía Crucis, el Jueves Santo, que realizan su procesión Titular trasladando su Paso desde la Iglesia del Carmen hasta la Real Capilla de Santa Isabel de Portugal(vulgo de San Cayetano) y el Viernes Santo participando en la procesión de procesiones de Zaragoza, la procesión general del Santo Entierro, en la que participan todas las cofradías de la Ciudad, consiguiendo la mayor concentración de tambores de España, y la única procesión en la que están representados cronológicamente todos los misterios de la Pasión de Jesucristo.

## Túnicas
El hábito, consta de, túnica blanca con botonadura morada, capirote (tercerol para niños y bombos) y fajín morado, guantes blancos y calcetín y zapato negros.
Los hermanos de “la Verónica”, pueden ser de diferentes tipos según sus estatutos: Fundadores, Bienhechores, de Honor, Juveniles y Numerarios. Así también se dividen en Cofrades de hábito o de medalla, o los hermanos distinguidos con el título de Honorarios.
En la Procesión encontramos diferentes secciones: Paso, Atributos, Instrumentos, Hachas, Manolas y Cetros.

## Lugares para verla
Los mejores momentos para ver a esta joven cofradía son: Las Salidas desde la Parroquia del Carmen, con la tradicional Bajada de Escaleras, la Estación ante el Noviciado de Sta. Ana, los martes Santos; el Acto Penitencial en la Calle de la Verónica y Pza. José Sinués, el Jueves Santo, y nuestras llegadas a la Real Capilla de Santa Isabel de Portugal, centro neurálgico de la Semana Santa zaragozana.
Esta Cofradía, en la que se integran un buen número de jóvenes zaragozanos, cuenta con una vitalidad y un entusiasmo, que han hecho que en los últimos años, tras su consolidación, se hayan realizado actividades diversas tales como, misas de hermandad, convivencias al aire libre, festivales folclóricos, conciertos de música clásica, una obra de teatro a cargo de los propios cofrades...y eso unido al esfuerzo y tesón de sus sucesivas Juntas de Gobierno y de todos los cofrades han hecho que hoy se esté haciendo un esfuerzo especial en la restauración y remodelación del Paso Titular, que se ha llevado cabo durante el año 2006-2007.

## Sedes
Sede Canónica: iglesia parroquial de Ntra. Sra. del Carmen, Paseo de María Agustín, 8 50004-Zaragoza.
Sede Social: iglesia parroquial de Ntra. Sra. del Carmen, Paseo de María Agustín, 8 50004-Zaragoza.